# Clara Averbuck
Clara Averbuck Gomes (Porto Alegre, 26 de maio de 1979), conhecida como Clara Averbuck, é uma escritora brasileira.
Foi uma das colunistas do fanzine eletrônico CardosOnline entre 1999 e 2001. Também foi uma das autoras do site feminista Lugar de Mulher a partir de 2014.

## Vida pessoal
É filha do músico Hique Gomez, conhecido pelo espetáculo Tangos & Tragédias.
No final de agosto de 2017, denunciou ter sofrido estupro por um motorista do Uber, dando início a uma campanha de denúncia de abuso de passageiras do transporte público.

## Obras publicadas
- Máquina de Pinball, Editora Conrad, 2002.[1]
- Das Coisas Esquecidas Atrás da Estante, editora 7Letras, 2003;
- Vida de Gato, Editora Planeta, 2004;
- Nossa Senhora da Pequena Morte (coautoria com Eva Uviedo), Editora do Bispo, 2008;
- Cidade Grande no Escuro, Editora 7Letras, 2012;
- Eu Quero Ser Eu, Editora 7 Letras, 2014;
- Toureando o Diabo (coautoria com Eva Uviedo), Editora Averbooks, 2016